# Cooköarna i olympiska sommarspelen 2012
Cooköarna deltar i de olympiska sommarspelen 2012 som äger rum i London i Storbritannien mellan den 27 juli och den 12 augusti 2012.

## Friidrott
Förkortningar
- Notera – Placeringar gäller endast den tävlandes eget heat
- Q = Kvalificerade sig till nästa omgång via placering
- q = Kvalificerade sig på tid eller, i fältgrenarna, på placering utan att ha nått kvalgränsen
- NR = Nationellt rekord
- N/A = Omgången inte möjlig i grenen
- Bye = Idrottaren behövde inte delta i omgången

Herrar
Bana och väg
| Patrick Tuara | 100 m | 11.72 | 8 | Gick inte vidare | Gick inte vidare | Gick inte vidare | Gick inte vidare | Gick inte vidare | Gick inte vidare |

Damer
Bana och väg
| Idrottare     | Event | Heat     | Heat      | Kvartsfinal      | Kvartsfinal      | Semifinal        | Semifinal        | Final            | Final            |
| Idrottare     | Event | Resultat | Placering | Resultat         | Placering        | Resultat         | Placering        | Resultat         | Placering        |
| ------------- | ----- | -------- | --------- | ---------------- | ---------------- | ---------------- | ---------------- | ---------------- | ---------------- |
| Patricia Taea | 100 m | 12.47    | 3         | Gick inte vidare | Gick inte vidare | Gick inte vidare | Gick inte vidare | Gick inte vidare | Gick inte vidare |

## Kanotsport
Slalom
| Kanotist      | Gren               | Omgång 1 | Omgång 1  | Omgång 1 | Omgång 1  | Omgång 1 | Omgång 1  | Semifinal                 | Semifinal                 | Final                     | Final                     |
| Kanotist      | Gren               | Omgång 1 | Placering | Omgång 2 | Placering | Bästa    | Placering | Tid                       | Placering                 | Tid                       | Placering                 |
| ------------- | ------------------ | -------- | --------- | -------- | --------- | -------- | --------- | ------------------------- | ------------------------- | ------------------------- | ------------------------- |
| Ella Nicholas | Damernas K1 slalom | 118.69   | 15        | 118.29   | 16        | 118.29   | 18        | Gick inte vidare – Report | Gick inte vidare – Report | Gick inte vidare – Report | Gick inte vidare – Report |

Sprint
| Kanotist      | Gren                | Heat     | Heat      | Semifinal        | Semifinal        | Final            | Final            |
| Kanotist      | Gren                | Tid      | Placering | Tid              | Placering        | Tid              | Placering        |
| ------------- | ------------------- | -------- | --------- | ---------------- | ---------------- | ---------------- | ---------------- |
| Joshua Utanga | Herrarnas K1 200 m  | 38.966   | 6         | Gick inte vidare | Gick inte vidare | Gick inte vidare | Gick inte vidare |
| Joshua Utanga | Herrarnas K1 1000 m | 4:32.064 | 8         | Gick inte vidare | Gick inte vidare | Gick inte vidare | Gick inte vidare |

## Segling
Damer
| Seglare         | Gren         | Lopp | Lopp | Lopp | Lopp | Lopp | Lopp | Lopp | Lopp | Lopp | Lopp | Lopp | Summerad poäng | Finalplacering |
| Seglare         | Gren         | 1    | 2    | 3    | 4    | 5    | 6    | 7    | 8    | 9    | 10   | M*   | Summerad poäng | Finalplacering |
| --------------- | ------------ | ---- | ---- | ---- | ---- | ---- | ---- | ---- | ---- | ---- | ---- | ---- | -------------- | -------------- |
| Helema Williams | Laser radial | 41   | 40   | 39   | 40   | 40   | 28   | 39   | 39   | 34   | 40   | EL   | 339            | 41             |

M = Medaljlopp; EL = Eliminerad – gick inte vidare till medaljloppet;